# Eucharia iliensis
Eucharia iliensis är en fjärilsart som beskrevs av Wagner 1913. Eucharia iliensis ingår i släktet Eucharia och familjen björnspinnare. Inga underarter finns listade i Catalogue of Life.